# Canadian Singles Chart
Canadian Singles Chart – kanadyjska lista przebojów sporządzana i publikowana przez Nielsen SoundScan. Lista sporządzana jest co środę, a publikowana w każdy czwartek na stronie Canoe Jam!. Pierwsza lista została opublikowana w 1996 i zawierała 200 pozycji (w tym pierwszych 50 publikowanych przez Jam!). Aby pojawić się na liście utwór musi sprzedać się w nakładzie co najmniej dziesięciu kopii.
Od 2005 Nielsen SoundScan publikuje także listę Digital Tracks Chart, kompilowaną na podstawie sprzedaży utworów w wersji digital download w serwisach takich jak Napster, Puretracks, iTunes Canada czy Archambault. W 2006 Soundscan rozpoczął publikację listy Digital Songs Chart, na której różne wersje utworów były oceniane jednocześnie (na Digital Tracks Chart różne wersje były publikowane oddzielnie). Digital Songs Chart jest publikowana na stronie Canoe oraz na billboard.biz.
Od 7 czerwca 2007 Billboard publikuje osobną listę singli w Kanadzie, Billboard Canadian Hot 100.